# 吳灝之
吳灝之（？—1647年4月22日（永曆元年三月十九日）），字文侯，撫州府金谿縣人，明朝、南明軍事人物。

## 生平
吳灝之是工部侍郎吳仁度的孫子，懂得文詞、兵法和騎射，崇禎九年（1636年）他呈上時務十六策合格，獲蔡懋德賞識。弘光元年（1645年），南明朝廷加選恩貢，吳灝之成為貢生；不久南安王朱企鈺命職方童某監軍至建昌，他請求益王朱由本合作恢復，又加入永寧王朱由𣚅軍隊，得隆武帝授官孔目。很快他兵敗，偽裝成大夫和算命躲避，喝酒都會喝到哭起來。永曆二年（1648年），吳灝之招兵響應揭重熙軍隊，遷任職方主事，總提五營軍務，代行監軍道事。路途出入險阻，他籌劃出力不少，到邵武，他作為前驅抵達古山，適逢前鋒許達及降將徐孝重兵敗折返，吳灝之很是生氣，帶同都督桂英芳、副總兵吳秉忠等一千人前進。清朝軍隊突然來到，他們力戰被擒，但依然大罵清軍，全部遭腰斬殺害，南明朝廷追贈簡討。

## 引用
1. 1 2  錢海岳《南明史·卷五十四·列傳第三十》：（永曆元年）三月，（郭）天才部將守邵武城門，其十九日以內兵應，（揭）重熙密畫方畧授將士，失期大潰，吳灝之戰死。
2. 1 2  錢海岳《南明史·卷五十四·列傳第三十》：（吳）灝之，字文侯，金谿人，侍郎仁度孫。工文詞，精兵畧騎射。崇禎九年，上時務十六策中格，為蔡懋德所賞。弘光元年恩貢。南安王企鈺命職方童甲監軍至建昌，請由本恢復，參由𣚅軍，紹宗授孔目。兵敗遁於醫卜，酒酣輒悲歌下。
3. ↑  錢海岳《南明史·卷五十四·列傳第三十》：永曆二年，招兵應（揭）重熙，遷職方主事，總提五營戎務，行監軍道事。出入險阻，經畫多勞。從至邵武，前驅抵古山。會前鋒許達及降將徐孝重敗還，灝之怒，獨以都督桂英芳、副總兵吳秉忠千人進。清兵奄至，力戰被執，大罵。皆腰斬死，贈簡討。